# 解放摩蘇爾
收復摩蘇爾（英語：Liberation of Mosul）是伊拉克政府計劃中的攻勢。摩蘇爾早在2014年6月落入伊斯蘭國之手。伊拉克政府軍原定於2015年收復摩蘇爾，但是隨着伊斯蘭國於2015年5月在拉馬迪以150人的兵力擊潰6,000名政府軍，再次反映政府軍經過多月重整後，面對伊斯蘭國仍然不堪一擊，2015年反攻摩蘇爾的計劃被迫延後。2017年7月伊拉克收復摩蘇爾。

## 背景
自從2014年6月10日摩蘇爾失陷後，美國和伊拉克政府即計劃收回該城。最初計劃的攻擊日期是2014年的7月或8月，但是部分美國官員指出攻擊時間點「為時已晚」。2014年12月25日，伊斯蘭國的摩蘇爾首長哈珊·薩伊德·賈伯里（Hassan Saeed Al-Jabouri）在美軍空襲下身亡，透露了美國打算於2015年1月反攻摩蘇爾。2015年1月上旬，伊拉克政府軍開始準備攻打摩蘇爾。

## 庫爾德武裝的行動
2015年1月21日，五千名庫德族戰士收復鄰近摩蘇爾的數個村莊，當時即有人猜測伊拉克政府軍準備攻擊摩蘇爾。庫德族亦中斷了伊斯蘭國摩蘇爾、泰勒阿費爾與敘利亞之間的三方補給線，並收復大片土地。然而，庫德族官方聲明他們不打算超出庫德族區域，收復摩蘇爾的任務應由伊拉克政府軍負責。估計有兩百名伊斯蘭國成員在戰鬥中陣亡，其中包括伊斯蘭國的新任尼尼微省省長。庫德族部隊於摩蘇爾附近兵分三路，並在收到伊斯蘭國份子聚集城市一處的情報時，向摩蘇爾發射20枚BM-21火箭炮。火箭炮從摩蘇爾大約北方12英里處發射，上尉什凡·阿梅德（Shivan Ahmed）表示命中目標，但伊斯蘭國則說火箭擊中平民。 
1月22日，美軍於摩蘇爾的空襲次數達到紀錄性的16次，重創了伊斯蘭國的部隊、設施及武器。此外，加拿大皇家空軍也協助地面摧毀了數個伊斯蘭國目標物。
1月27日，伊斯蘭國為了分散庫德族對摩蘇爾的戰力，向產油重鎮吉爾庫克發動奇襲。然而庫德族戰士抵擋住進攻，並藉由美軍空襲下收復部分失土。

## 逼近摩蘇爾
2016年3月24日，大約4,000名伊拉克軍第15師部隊開始進攻摩蘇爾東南約75公里的一些村莊。
2016年6月，佩什梅格部隊已進至摩蘇爾城外20公里處。他們表示有能力攻佔摩蘇爾，但是只會在與伊拉克中央政府達成摩蘇爾控制權的協議後才進行攻城行動。
2016年6月22日，伊拉克政府軍在聯軍空襲和AH-64 阿帕契武装直升機支援下開始向摩蘇爾以南的蓋亞拉機場進攻。從6月1日起，該地區幾乎每天都遭到聯軍空襲。伊拉克第9裝甲師和第15步兵師從麥赫穆爾出發，展開進攻。7月9日，伊軍攻佔蓋亞拉機場。
2016年8月15日，佩什梅格方面表示他們近期於摩蘇爾東南方從伊斯蘭國手上解放了大約150平方公里的土地，11條村被解放，它們的居民大多是沙巴克人少數族群，130名恐怖分子击毙。
8月25日，伊拉克政府宣佈從伊斯蘭國手上收復位於摩蘇爾以南50公里的蓋亞拉鎮。
9月29日，美國軍方官員宣稱伊斯兰国在摩苏尔仅剩下3,000至4,500名战士。7月時估計有多達1萬名戰士在摩蘇爾，情報指許多伊斯蘭國高層成員及其家眷已轉移到伊斯蘭國在敘利亞的大本營拉卡。许多原驻守摩苏尔的外籍战士也在撤离。

## 摩蘇爾戰役

摩蘇爾近期形勢圖
伊拉克政府控制
庫爾德斯坦自治政府控制
伊斯蘭國控制
爭奪中的區域

2016年10月17日經歷兩年多的占領後，伊拉克總理海德尔·阿巴迪宣佈解放摩蘇爾的行動開始，攸關伊斯蘭國及伊拉克未來的摩蘇爾戰役正式開打。半島電視台更透過臉書直播交戰實況，至少有870,000次觀看紀錄和超過4500人分享。
在美國為首的聯軍空襲掩護下，伊拉克政府軍、各路民兵和庫德族「敢死隊」（Peshmerga）分別從東邊小鎮卡札爾（Khazar）和南邊小城卡雅拉（Qayyarah）挺進。庫德族自治政府主席馬蘇德·巴爾扎尼（Massoud Barzani）表示：「這是歷史性的一天，我們目前取得大幅成功。」這支30,000大軍，庫德族敢死隊約有4,000人。美國、英國、法國派遣特種部隊協助伊拉克軍隊。美軍派駐5,000人為伊拉克軍隊進行摩蘇爾戰役特別訓練，美軍第101空降師則與庫德族敢死隊合作進行任務。
摩蘇爾戰役開打一個多月有成，伊拉克民兵聯盟表示10萬盟軍已完全包圍摩蘇爾，並切斷IS西側的補給線，徹底讓IS戰士孤立在城內。
2017年7月伊拉克收復摩蘇爾。

## 對摩蘇爾控制權的爭議
2016年10月，伊拉克库尔德斯坦方面宣稱佩什梅格部隊佔領的每一寸领土是属于库尔德斯坦，引起伊拉克中央政府不滿。同月土耳其总统埃尔多安再次拒绝了伊拉克总理阿巴迪的请求。阿巴迪希望土耳其从距离摩苏尔20公里处的一个军事基地撤回约两千名土耳其軍人，土耳其一直在那里训练逊尼派民兵。埃尔多安宣稱摩苏尔应该由逊尼派穆斯林控制，並警告什叶派民兵不要接近摩苏尔。

## 外部連結
- Operation Inherent Resolve airstrike updates （页面存档备份，存于）